# Relaciones Libia-Perú
Las Relaciones Libia-Perú (en árabe: العلاقات الليبية البيرو‎) se refieren a las relaciones internacionales entre el Estado de Libia y la República del Perú. Desde la intervención militar en Libia de 2011 las relaciones se encuentran suspendidas.

## Historia
En el 2006 el intercambio comercial entre el país sudamericano y el país africano alcanzó los 37 millones de dólares. Las exportaciones peruanas en ese año llegaron a la cifra de 23 millones de dólares.

### Crisis en Libia
Perú mantuvo relaciones formales con la Gran Yamahiriya Árabe Libia Popular Socialista, dirigida por el dictador Muamar el Gadafi. Hasta el 21 de febrero de 2011, fecha en que el gobierno peruano rompió relaciones oficialmente con Libia por las acusaciones de violación de derechos humanos por parte de Gadafi hacia su población civil. El Perú fue el primer país a nivel internacional en romper relaciones con Libia antes de la primera guerra civil libia.
El presidente del Perú de entonces, Alan García durante su segundo gobierno expresó que «Perú suspende todas las relaciones diplomáticas con Libia hasta que cese la violencia contra el pueblo». Además, García fue también el primer mandatario en sugerir la creación de una zona de exclusión área sobre Libia. El exministro de Relaciones Exteriores del Perú Luis Gonzales Posada, calificó la decisión del gobierno de «enorme importancia moral» y el entonces ministro de Relaciones Exteriores José Antonio García Belaunde expresó que espera que otros países latinoamericanos sigan el ejemplo, mientras que los gobiernos de Cuba y Venezuela criticaron la posición peruana.
El presidente García el 26 de febrero de 2011, luego de romper relaciones con Libia, calificó al gobierno de Gadafi de «dictadura sanguinaria» y justificó la postura de su gestión diciendo que «no deberíamos actuar como espectadores de los bombardeos de la fuerza aérea libia sobre objetivos civiles», y por último dijo que defiende la democracia y la libertad en Libia.
Según analistas, la postura de García estaría relacionada con intentar mejorar la imagen del Estado peruano sobre los derechos humanos, teniendo especial énfasis a las críticas hacia el gobierno peruano, especialmente a los crímenes contra la humanidad cometidos por el presidente Alberto Fujimori e incluso durante el primer mandato de García en relación con la represión contrainsurgente durante el conflicto por parte de los grupos terroristas de Sendero Luminoso y MRTA, todo ocurrido entre los años 1980 al 2000.
El entonces presidente del Congreso de la República César Zumaeta, en la misma línea del presidente García justificó la posición del gobierno peruano, además dijo que «es una locura y una aventura de Gadafi querer liquidar con la fuerza a su pueblo, demostrando un gran nivel de intolerancia» y por tal la ONU debía intervenir en Libia.
En diciembre de 2018, la cancillería peruana condenó un atentado yihadista perpetrado contra las instalaciones del Ministerio de Relaciones Exteriores del Estado de Libia. En 2020, el gobierno peruano mediante una nota oficial felicitó el fin de las hostilidades entre las partes enfrentadas en la segunda guerra civil libia.

#### Personalidades peruanas relacionadas con Libia

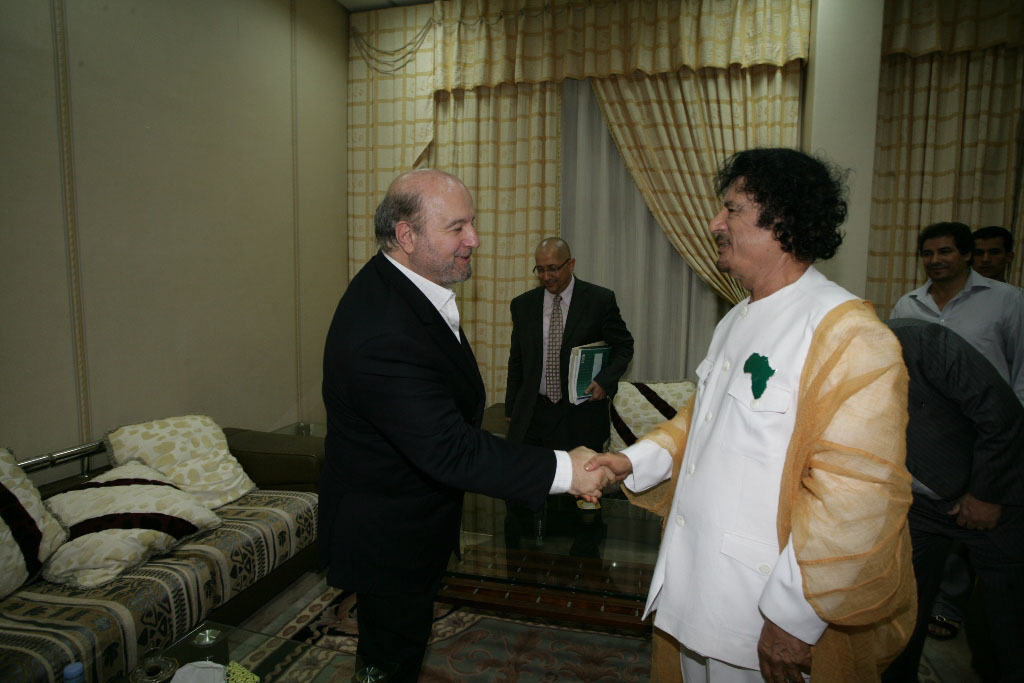
Hernando de Soto y Muamar el Gadafi en 2008.

El economista peruano Hernando de Soto asesoró a Gadafi en temas de economía en 2008, dicho acto le fue muy cuestionado durante su candidatura a la presidencia del Perú durante las elecciones generales de 2021. de Soto respondió a esas críticas diciendo «He asesorado a dictadores, pero eso es irrelevante».

### Terrorismo en Perú
Luego de la caída de la Gran Yamahiriya Árabe Libia Popular Socialista, se descubrió que el dictador Muamar el Gadafi brindó apoyo a Sendero Luminoso y al MRTA, los grupos terroristas contra los cuales combatió García y Fujimori. Un informe de la CIA de 1986, informó que «Libia le ha proporcionado armas, entrenamiento y financiamiento a movimientos revolucionarios en Colombia, Chile, Ecuador y posiblemente Perú».

## Misiones diplomáticas
Hasta el 25 de abril de 2008 el Perú tuvo una misión diplomática en Trípoli; el embajador de Perú en Libia José Beraún Araníbar presentó sus credenciales al Secretario General de la Gran Yamahiriya Árabe Libia Popular Socialista, Muftah Mohamed Ekeba.
La Libia gadafista tenía su misión diplomática con Perú mediante su embajada concurrente en Brasilia, Brasil.